# Klaus Schütz
Klaus Schütz (ur. 17 września 1926 w Heidelbergu, zm. 29 listopada 2012 w Berlinie) – niemiecki polityk, socjaldemokrata (SPD), od 1967 do 1977 burmistrz Berlina Zachodniego, od 1967 do 1968 przewodniczący Bundesratu.
W latach 1962–1966 senator i pełnomocnik Berlina Zachodniego. Od 1966 do 1967 sekretarz stanu w niemieckim MSZ. W 1967 zastąpił Heinricha Albertza na stanowisku burmistrza Berlina. Albertz ustąpił po zamieszkach studenckich w czasie wizyty szacha Iranu, gdy w starciu z policją zginął jeden z protestantów – Benno Ohnesorg. Jednocześnie, w latach 1967–1968, Schütz był przewodniczącym Bundesratu. Od 1968 do 1977 szefem berlińskiej SPD.
W wyborach w 1975 roku sondaże przedwyborcze wskazywały jego przegraną na rzecz polityka CDU – Petera Lorenza. Jednak na kilka dni przed wyborami Lorenz został porwany przez terrorystów z RAF. Po wyborach, mimo iż SPD otrzymała mniej głosów niż CDU (SPD: 42,6%, CDU: 43,9%) Schütz, utrzymał się na stanowisku i utworzył koalicję SPD i FDP. Po licznych skandalach finansowych został zastąpiony w 1977 przez Dietricha Stobbe.
Schütz został następnie ambasadorem RFN w Izraelu. Otrzymał honorowy doktorat Uniwersytetu w Hajfie. W latach 1981–1987 pracował dla Deutsche Welle a potem był dyrektorem w radio Nadrenii-Westfalii.